# Conus levistimpsoni
Espèce
Conus levistimpsoni est une espèce de mollusques gastéropodes marins de la famille des Conidae.
Comme toutes les espèces du genre Conus, ces escargots sont prédateurs et venimeux. Ils sont capables de « piquer » les humains et doivent donc être manipulés avec précaution, voire pas du tout.

## Description
La taille de la coquille atteint 34 mm.

## Distribution
Cette espèce marine d'escargot conique se trouve au large de la Floride.

## Taxinomie

### Publication originale
L'espèce Conus levistimpsoni a été décrite pour la première fois en 2013 par le malacologiste John Keith Tucker,,.

### Synonymes
- Conasprelloides levistimpsoni J. K. Tucker, 2013 · non accepté (combinaison originale)
- Conus (Dauciconus) levistimpsoni (J. K. Tucker, 2013) · appellation alternative